# هربرت واربورتون
هربرت واربورتون (بالإنجليزية: Herbert B. Warburton) هو محامي وسياسي أمريكي، ولد في 21 سبتمبر 1916 في الولايات المتحدة، وتوفي في نفس البلد 30 يوليو 1983. حزبياً، نشط في الحزب الجمهوري. وقد انتخب عضو مجلس النواب الأمريكي.